# Air Mauritius
Air Mauritius Limited eller Air Mauritius er det nationale flyselskab i Mauritius. Flyselskabet har sit hovedkvarter i Mauritius' hovedstad, Port Louis  og hovedlufthavnen er Sir Seewoosagur Ramgoolam Internationale Lufthavn. Selskabet anvender IATA-koden MK og ICAO-koden MAU – kaldesignalet er AIRMAURITIUS.
Flyselskabet er en væsentlig spiller på det regionale marked for flyforbindelser mellem Europe og Afrika til det Indiske Ocean, og vandt i 2011 prisen "Indian Ocean Leading Airline Prize" for syvende år i træk. Flyselskabets service om bord vurderes af Skytrax til at være tre-stjernet på en skala fra et til fem.

## Historie
Selskabet blev grundlagt den 14. juni 1967 af Air France, BOAC og staten i Mauritius med en aktieandel på 27,5% hver.
I begyndelsen udførte selskabet internationale flyvninger i samarbejde med Air France, Air India og British Airways. Indtil 1972 var selskabet udelukkende involveret i aktiviteter på jorden, men påbegyndte egne flyvninger i august 1972 med en Piper PA-31 Navajo med seks siddepladser, der var leaset fra Air Madagascar, og som forbandt Mauritius med Rodrigues. I 1973 blev en Vickers VC10 leaset fra British Airways, hvilket gjorde det muligt for selskabet at lancere en langdistancerute til London via Nairobi. Langdistanceflyvninger i eget navn startede den 1. november 1977 med en Boeing 707 leaset fra British Airtours.
I 1970'erne og 1980'erne blev de lange ruter betjent af Boeing 707 og Boeing 747SP, og disse flytyper er gradvist blevet udskiftet med Boeing 767 og Airbus A340, som blev en del af flåden i henholdsvis 1988 og 1994. Mellemdistanceruterne til Afrika blev befløjet af Airbus A319 efter leverancen i 2001, og ATR 42 og ATR 72 blev anskaffet i henholdsvis 1987 og 2002 til brug for ruter mellem øerne i Mauritius.
Flyselskabet anvender en Paille-en-Queue, en fiske-ædende fugl, som sit symbol.

## Destinationer
I juli 2011 bestod Air Mauritius' rutenet af 26 destinationer i Afrika, Asien, Europa og Oceanien. Shanghai blev selskabets 26. destination i begyndelsen af juli 2011.

### Codeshare-aftaler
I juni 2011 havde Air Mauritius codeshare-aftaler med følgende selskaber, som er de egentlige operatører på følgende angivne ruter:
- Air France på ruten Port Louis–Paris–Port Louis og på flere europæiske ruter, der har oprindelse i Paris
- Emirates på ruten Port Louis–Dubai–Port Louis
- Malaysia Airlines på nogle ruter, der har oprindelse i Kuala Lumpur
- South African Airways på ruten Port Louis–Johannesburg–Port Louis

### Bonusprogram
Air Mauritius' bonusprogram hedder Kestrelflyer, og har sølv- og guldniveauer.

## Flyflåde
I april 1988 anskaffede selskabet to Boeing 767-200ER, som blev navngivet "City of Port Louis" og "City of Curepipe". Et af disse fly brød rekorden for den længste flyvning for to-motorers passagerjetfly den 18. april 1988, da det fløj non-stop fra Halifax, Nova Scotia, Canada til Mauritius, og tilbagelagde en afstand på næsten 14.000 km på mindre end 17 timer.
I 1994 blev selskabet det første på den sydlige halvkugle, der fløj med Airbus A340-300. En forbedret version af denne flytype blev bestilt af flyselskabet i midten af 2005, og blev indsat på ruten til London Heathrow i december 2006 kort tid efter at flyet var leveret. I marts 2007 blev Air Mauritius det første flyselskab i det sydlige Afrika med en flyflåde til mellem- og langdistanceflyvninger udelukkende fra Airbus.

### Nuværende flyflåde
I juni 2011 bestod Air Mauritius' flåde af følgende fly, som gennemsnitligt havde en alder på 8,1 år:

### Historisk flyflåde
Flyselskabet har tidligere anvendt følgende fly:
- ATR-42 300[2]
- ATR-42 500
- Boeing 707-320B[20]
- Boeing 707-430[7]
- Boeing 737-200[20]
- Boeing 747SP[2]
- Boeing 767-200ER[10][15]
- Boeing 767-300[2]
- Lockheed L-1011 TriStar[21]
- Twin Otter[7]:1131 [20]

- En Boeing 767-200ER ved Frankfurt Lufthavn (2002)
- En ATR 42-300 ved Maltas Internationale Lufthavn (2002)
- En Boeing 707-400 ved Paris-Orly Lufthavn (1978)

## Ulykker og hændelser
I følge Aviation Safety Network har flyselskabet pr. juni 2011 endnu ikke haft en ulykke eller hændelse, som har ført til dødsfald.